# アレックス・トムソン
アレクサンダー・トムソン（Alexander Thomson 1929年1月12日 - 2007年6月14日）は、イギリス・ロンドン出身の撮影監督。

## 来歴
1946年、映画界入り。1961年から1966年までニコラス・ローグのもとで撮影技師として働き、彼の作品12本の撮影を担当した。
『エクスカリバー』で第54回アカデミー撮影賞にノミネートされ注目を集める。以降、ドラマからコメディ、アクション、SFに至るまで幅広いジャンルの作品の撮影を手掛けた。
1980年から1982年まで全英撮影監督協会(BSC)の会長を務め、2002年に特別功労賞を授与された。
2007年6月14日死去。78歳。

## 主な作品
- 茂みの中の欲望 Here We Go Round the Mulberry Bush (1968)
- アルフレッド大王 Alfred the Great (1969)
- 怪人ドクター・ファイブスの復活　Dr. Phibes Rises Again (1972)
- 爆走! Fear Is the Key (1973)
- 地獄のサブウェイ Death Line (1973)
- 遺言シネマ殺人事件 The Cat and the Canary (1978)
- ブラック・バトル A Game for Vultures (1979)
- エクスカリバー Excalibur (1981)
- 錆びた黄金 Eureka (1983)
- ザ・キープ The Keep (1983)
- エレクトリック・ドリーム Electric Dreams (1984)
- イヤー・オブ・ザ・ドラゴン Year of the Dragon (1985)
- レジェンド/光と闇の伝説 Legend (1985)
- ゴリラ Raw Deal (1986)
- ラビリンス/魔王の迷宮 Labyrinth (1986)
- シシリアン The Sicilian (1987)
- 天使とデート Date with an Angel (1987)
- トラック29 Track 29 (1988)
- プランケット城への招待状 High Spirits (1988)
- リバイアサン Leviathan (1989)
- レイチェル・ペーパー The Rachel Papers (1989)
- ザ・クレイズ/冷血の絆 The Krays (1990)
- MR.デスティニー Mr.Destiny (1990)
- エイリアン3 Alien 3 (1992)
- クリフハンガー Cliffhanger (1993)
- デモリションマン Demolition Man (1993)
- 黒馬物語 Black Beauty (1994)
- スカーレット・レター The Scarlet Letter (1995)
- エグゼクティブ・デシジョン Executive Decision (1996)
- ハムレット Hamlet (1996)
- 恋の骨折り損 Love's Labour's Lost (2000)
- スコットランド・カップの奇跡 A Shot at Glory (2000) テレビ映画

## 関連文献
- Alex Thomson - Internet Encyclopedia of Cinematographers
- Alex Thomson - Britannica Online Encyclopedia